# 茜尔维·戴格尔
茜尔维·戴格尔（法語：Sylvie Daigle，1962年12月1日—），加拿大女子短道速滑运动员。她曾代表加拿大参加1980年、1984年、1988年、1992年和1994年冬季奥林匹克运动会短道速滑比赛，获得一枚金牌和一枚银牌。